# Classmate PC
Il Classmate PC, precedentemente noto come Eduwise, rappresenta l'ingresso nel mercato a basso costo dei pc per bambini dei paesi in via di sviluppo da parte di Intel. È per certi aspetti simile all'OLPC XO-1, che ha un obiettivo analogo, ossia l'informatizzazione dei paesi in via di sviluppo. Anche se sicuramente fatto a scopo di lucro, il portatile di produzione si prefigge scopi di diffusione delle tecnologie nei paesi in via di sviluppo. Il dispositivo può rientrare in una categoria definita di recente di Netbook.

## Intel World Ahead Program
Il World Ahead Program di Intel è stato istituito a maggio 2006. Intel ha iniziato questo programma e progettato una piattaforma per computer portatili a basso costo che i produttori di terze parti potrebbero utilizzare per la produzione di macchine a basso costo con i loro rispettivi marchi.
Il portavoce pubblico del programma Ahead pubblico è Craig Barrett, presidente del consiglio di amministrazione di Intel. Il Classmate PC è un punto di riferimento di progettazione di Intel. Intel non costruisce direttamente il portatile, ma invece progetta i modello standard a cui le società terze possono ricorrere per implementare i loro portatili. Il disegno di riferimento è quindi utilizzata da OEM in tutto il mondo per creare un loro marchio per i Classmate PC.

### Software
Intel ha annunciato che il suo dispositivo è perfettamente compatibile sia con Mandriva Linux, Rxart, Metasys Linux  sia con  Windows XP Professional. Al momento attuale Intel non sta utilizzando Windows XP Embedded come inizialmente previsto. Intel è attiva con diverse organizzazioni internazionali e locali, al fine di distribuire modelli di Classmate con distribuzioni Linux preinstallate, in svariati paesi del mondo.
Intel ha lavorato con Mandriva per personalizzare la loro distribuzione Linux per i Classmate PC.